# Daria Klepikova
Daria Sergeevna Klepikova (in russo Да́рья Серге́евна Кле́пикова?; Voronež, 25 aprile 2006) è una nuotatrice russa.

## Carriera
Nel 2021 vince sei medaglie d'oro tra gare individuali e staffette agli europei giovanili di Roma e due ori - entrambi in staffetta - agli europei in vasca corta casalinghi di Kazan'. Nei due anni seguenti non prende parte ad alcuna competizione internazionale per via della squalifica degli atleti russi in seguito all'invasione russa dell'Ucraina del 2022.
Nel 2024 partecipa, in qualità di atleta neutrale, ai mondiali in vasca corta di Budapest dove conquista due ori, nella 4x50 m e nella 4x100 m misti mista. L'anno successivo sale sul gradino più alto del podio nella staffetta 4x100 metri misti mista ai mondiali di Singapore.

## Palmarès
- Mondiali

Singapore 2025: oro nella 4x100m misti mista, argento nella 4x100m sl mista.
- Mondiali in vasca corta

Budapest 2024: oro nella 4x50m misti mista e nella 4x100m misti mista.
- Europei in vasca corta

Kazan' 2021: oro nella 4x50m sl e nella 4x50m misti.
- Europei giovanili

Roma 2021: oro nei 100m sl, nei 50m farfalla, nella 4x100m sl, nella 4x100m misti, nella 4x100m sl mista e nella 4x100m misti mista, argento nei 100m farfalla.
- EYOF

Baku 2019: oro nella 4x100m sl, nella 4x100m misti e nella 4x100m misti mista, argento nella 4x100m sl mista.